# Kirchschlag in der Buckligen Welt
Kirchschlag in der Buckligen Welt is een gemeente in de Oostenrijkse deelstaat Neder-Oostenrijk, gelegen in het district Wr. Neustadt-Land. De gemeente heeft ongeveer 3.000 inwoners.

## Geografie
Kirchschlag in der Buckligen Welt heeft een oppervlakte van 57,96 km². Het ligt in het oosten van het land, ten zuiden van de hoofdstad Wenen.

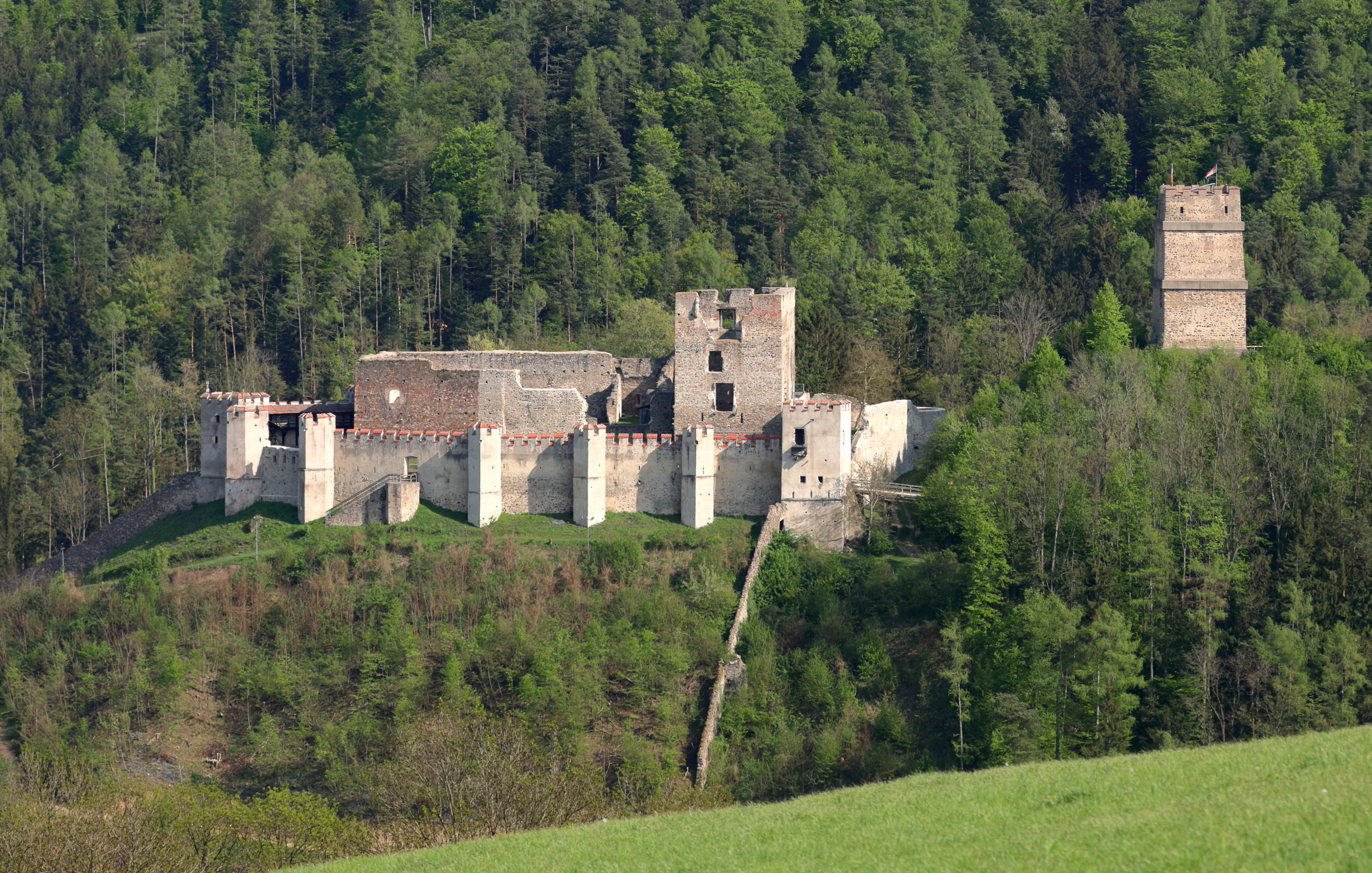
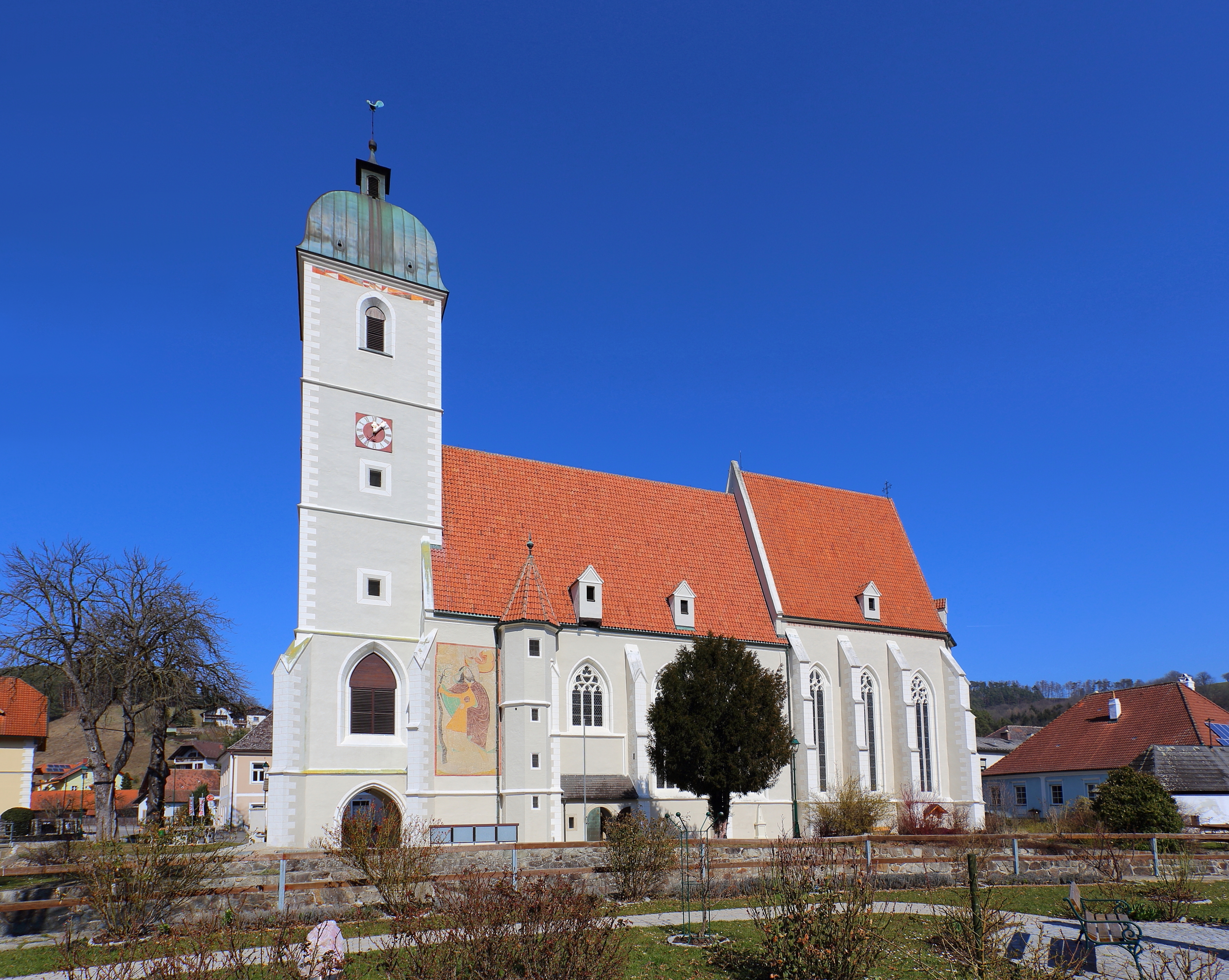
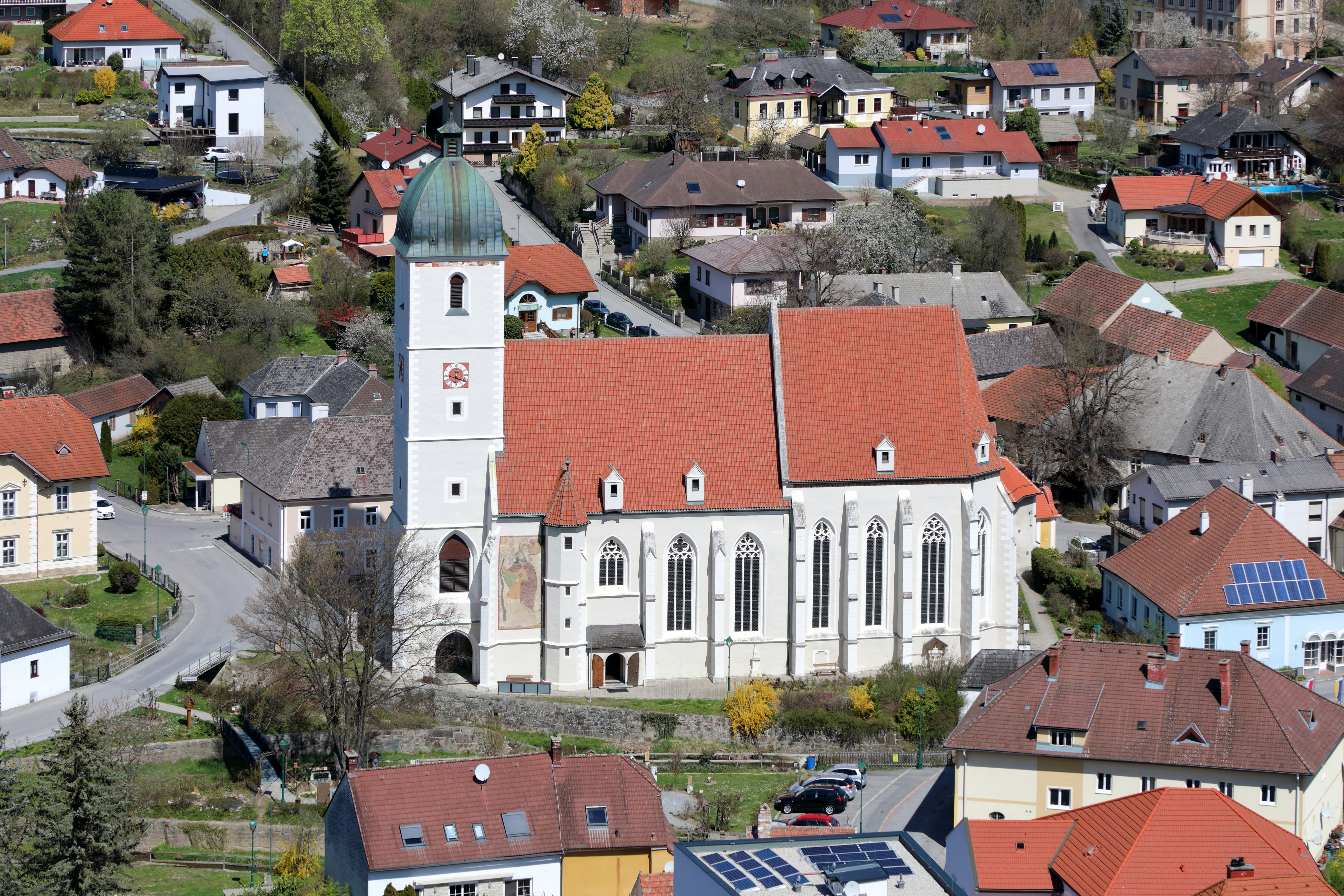

Bad Erlach · Bad Fischau-Brunn · Bad Schönau · Bromberg · Ebenfurth · Eggendorf · Felixdorf · Gutenstein · Hochneukirchen-Gschaidt · Hochwolkersdorf · Hohe Wand · Hollenthon · Katzelsdorf · Kirchschlag in der Buckligen Welt · Krumbach · Lanzenkirchen · Lichtenegg · Lichtenwörth · Markt Piesting · Matzendorf-Hölles · Miesenbach · Muggendorf · Pernitz · Rohr im Gebirge · Schwarzenbach · Sollenau · Theresienfeld · Waidmannsfeld · Waldegg · Walpersbach · Weikersdorf am Steinfelde · Wiesmath · Winzendorf-Muthmannsdorf · Wöllersdorf-Steinabrückl · Zillingdorf
- Gemeinsame Normdatei: 4030841-8
- MusicBrainz: 145e1e81-0ca4-430c-81fa-5639db2cbd47
- Virtual International Authority File: 248515050
- WorldCat: E39PCjHmXhmBf86PbYdGDqjmr3